# Poa occidentalis
Poa occidentalis là một loài cỏ trong họ hòa thảo, thuộc chi poa.